# Lucho González
Luis Oscar "Lucho" González (født 19. januar 1981 i Buenos Aires, Argentina) er en argentinsk tidligere fodboldspiller, der spillede som central midtbanespiller. Han har blandt andet spillet for Atlético Paranaense i Brasilien. Han har desuden spillet for de argentinske klubber Huracán og River Plate for FC Porto i Portugal og franske Olympique Marseille.
Med FC Porto var Lucho med til at vinde fire portugisiske mesterskaber og to pokaltitler. Med River Plate vandt han to argentinske mesterskaber.

## Landshold
Lucho spillede 45 kampe og scorede seks mål for Argentinas landshold, som han debuterede for i 2003. Han var en del af den trup der vandt guld ved OL i Athen i 2004, og har desuden deltaget ved VM i 2006, samt Copa América i både 2004 og 2007.

## Titler
Argentinsk Mesterskab
- 2003 og 2004 med River Plate

Portugisiske Mesterskab
- 2006, 2007, 2008 og 2009 med FC Porto

Portugisiske Pokalturnering
- 2006 og 2009 med FC Porto

OL
- 2004 med Argentina